# María Drincovich
María Fabiana Drincovich (Rosario, 1966)  es una bióloga, bioquímica, profesora e investigadora argentina.
Actualmente es una profesora asociada en el Departamento de Bioquímica de la Universidad Nacional de Rosario e Investigadora Principal del Centro de Estudios Fotosintéticos y Bioquímicos (CEFOBI) del Consejo Nacional de Investigaciones Científicas y Técnicas (CONICET) en Rosario, Argentina.

## Biografía
Drincovich estudió en el Colegio Virgen del Rosario, en la Universidad Nacional de Rosario y tiene un doctorado en biología molecular vegetal.  
Trabaja en la Facultad de Ciencias Bioquímicas y Farmacéuticas, CONICET Universidad Nacional de Rosario.
En 2023 Drincovich fue elegida entre 95 postulantes por un proyecto para mejorar la calidad de las frutas poscosecha y recibió el Premio L'Oréal UNESCO para las Mujeres en Ciencia.

## Vida privada
Drincovich contrajo matrimonio y es madre de tres hijos.